# Lygodactylus depressus
Lygodactylus depressus är en ödleart som beskrevs av  Schmidt 1919. Lygodactylus depressus ingår i släktet Lygodactylus och familjen geckoödlor. Inga underarter finns listade i Catalogue of Life.